# Jasper (Indiana)
Pour les articles homonymes, voir Jasper.
La ville de Jasper est le siège du comté de Dubois, situé dans l’État de l’Indiana, aux États-Unis. Sa population s’élevait à 15 038 habitants lors du recensement de 2010, estimée à 15 519 habitants en 2017.

## Source
- (en) Cet article est partiellement ou en totalité issu de l’article de Wikipédia en anglais intitulé « Jasper, Indiana » (voir la liste des auteurs).